# 天狗久
天狗 久（てんぐ ひさ）は、阿波国（現在の徳島県）の人形師。3代目まで存在する。天狗久の資料の多くは現在、徳島市天狗久資料館に収蔵されている。

## 歴代

### 初代
吉岡 久吉（よしおか ひさきち、1858年7月1日（安政5年5月21日） - 1943年（昭和18年）12月20日）は、阿波国名東郡中村（現在の徳島市国府町）の笠井岩蔵の三男として生まれる。16歳のときに人形師・若松屋富五郎に弟子入りする。その後、和田村の吉岡家の養子になって天狗屋の屋号で独立する。人形の目にガラス眼を考案し、頭部の大型化を推進した。宇野千代原作の小説『人形師天狗屋久吉』では、天狗久本人の語りを通してその人物像が鮮明に描かれている。40数点の作品が徳島県文化財に指定されている。1943年（昭和18年）12月20日、86歳で死去。弟子に久米惣七、天狗弁（近藤弁吉）等がいる。

### 二代目
吉岡 要（よしおか かなめ、1880年（明治13年）12月 - 1915年（大正4年）7月）は、徳島市国府町に生まれ、初代天狗久の長女であるしげるの養子となり、二代目天狗久を名乗った。別名、天狗要。養父天狗久と共に製作した作品が殆どであり、天狗要としての作品は少ししか残っていない。1915年（大正年）7月、36歳で死去。

### 三代目
吉岡 治（よしおか はじめ、1911年（明治44年）12月 - 1978年（昭和53年）10月）は、先代、天狗久の二男として生まれた。別名、天狗治。幼少期より初代天狗久より学んでいた。1978年（昭和53年）10月、66歳で死去。

## 関連書籍
- マンガふるさとの偉人「AWADECO～天狗久と阿波人形浄瑠璃」 発行 徳島県徳島市 2024年3月 https://www.bgf.or.jp/bgmanga/328/